# SMS Dromedar
SMS Dromedar – austro-węgierski stawiacz min z końca XIX wieku i okresu I wojny światowej. Jednostka została zwodowana 25 listopada 1890 roku w stoczni Marinearsenal w Poli, a do służby w Kaiserliche und Königliche Kriegsmarine wcielono ją w maju 1891 roku. W wyniku podziału floty po upadku Austro-Węgier jednostkę przyznano Francji, gdzie została złomowana.

## Projekt i budowa
Stawiacz min „Dromedar” zbudowany został w stoczni Marinearsenal w Poli . Jednostka początkowo miała pełnić rolę holownika. Stępkę okrętu położono w marcu 1890 roku, a zwodowany został 25 listopada tego roku .

## Dane taktyczno-techniczne
Okręt był niewielkim stawiaczem min . Długość całkowita wynosiła 32 metry, szerokość 5,4 metra i zanurzenie 1,9 metra (maksymalne 2,41 metra). Wyporność normalna wynosiła 175 ton . Okręt napędzany był przez maszynę parową potrójnego rozprężania o mocy 350 KM, do której parę dostarczał jeden kocioł cylindryczny opalany węglem . Jednośrubowy układ napędowy pozwalał osiągnąć prędkość 10 węzłów .
Uzbrojenie okrętu składało się z trzech pojedynczych dział kalibru 47 mm SFK L/33 Hotchkiss. Jednostka mogła zabrać na pokład ładunek 50 min morskich.
Załoga okrętu liczyła od 25 do 28 oficerów, podoficerów i marynarzy.

## Służba
SMS „Dromedar” został wcielony do służby w Kaiserliche und Königliche Kriegsmarine w maju 1891 roku . Okręt był pierwszym austro-węgierskim stawiaczem min. W 1911 roku na okręcie dokonano modernizacji układu napędowego, montując w miejscu kotła cylindrycznego kocioł typu Yarrow . W momencie wybuchu I wojny światowej „Dromedar” wchodził w skład 21. i 22. Grupy Torpedowców (wraz z SM Tb 13, SM Tb 15, SM Tb 16, SM Tb 17, SM Tb 21, SM Tb 22, SM Tb 36 i SM Tb 38), stacjonując w Cattaro. Okręt wziął aktywny udział w działaniach wojennych, pełniąc funkcję bojową oraz szkoleniową. 9 czerwca 1916 roku „Dromedar” stał się celem nieskutecznego ataku torpedowego przeprowadzonego przez niezidentyfikowany okręt podwodny przeciwnika. Z powodu rozpadu monarchii habsburskiej 1 listopada 1918 roku na jednostce opuszczono po raz ostatni banderę KuKK. Okręt został następnie przejęty przez nowo powstałe Państwo Słoweńców, Chorwatów i Serbów, lecz decyzja ta nie została uznana przez zwycięskie mocarstwa. W wyniku przeprowadzonego w styczniu 1920 roku podziału floty austro-węgierskiej okręt został przyznany Francji. Jednostka została przebazowana do Francji w 1920 roku i tam złomowana .